# 高屋敷彩乃
高屋敷 彩乃（たかやしき あやの、1992年5月3日 - ）は、日本の元女性ファッションモデル、元タレント。東京都出身。

## 略歴
- 3歳の時にオーディション雑誌『De☆View』内のコーナー「PUSH!」に登場し、芸能界入り。元々母親が芸能人志望であり、その意志を継いだかたちとなった。
- 5歳の時にソニーの広告モデルでデビュー。
- 2005年度りぼんガールオーディションの最終候補者に残った。
- 2006年5月号より、雑誌『ニコラ』（新潮社）の専属モデル（ニコモ）として活動。表紙起用回数は11回。うち3回は単独での起用。
- 2008年度のニコラ部長・プリ部部長を岡本玲から引き継ぐ。
- 2008年10月より、『ファイテンション☆テレビ』にレギュラー出演。2009年3月、同番組の出演者で音楽グループ「merry merry Boo」を結成し、LINDBERG「今すぐKiss Me」をカバー。
- 2009年5月号でニコラを卒業し、2009年度部長を西内まりやに引き継いだ。

## 人物
- 好きな芸能人は本郷奏多、新垣結衣。好きな声優は福山潤。
- 同じニコモの伊藤沙耶、野崎夏帆、寺本來可と仲が良く、Ffourというグループを自己結成していた。

## 出演

### テレビ番組
- ファイテンション☆テレビ（2008年10月4日 - 2009年3月28日、テレビ東京）
- 勝利の女神5（2010年、千葉テレビ）

### CM
- マクドナルド
- キリンビバレッジ 生茶
- G-mode
- タカラトミー パティシエ気分

### 雑誌
- ニコラ（2006年5月号 - 2009年5月号、新潮社） - 専属モデル

### その他
- 小学4年生の理科の教科書（教育出版）
- 進研ゼミ中学講座 チャレンジスタイル（2007年6月号、ベネッセ）
- nissen 通販カタログ